# Mirbelia taxifolia
Mirbelia taxifolia är en ärtväxtart som beskrevs av Charles Austin Gardner. Mirbelia taxifolia ingår i släktet Mirbelia och familjen ärtväxter. Inga underarter finns listade i Catalogue of Life.